# حكومة ياسر عرفات الرابعة
حكومة ياسر عرفات الرابعة هي الحكومة الفلسطينية الرابعة، كانت برئاسة رئيس السلطة الوطنية الفلسطينية ياسر عرفات، واستمرت منذ 13 يونيو 2002 حتى 29 أكتوبر 2002.

## تشكيلة الحكومة
يتكون مجلس وزراء حكومة ياسر عرفات الرابعة من 20 وزيرًا منهم سيدة واحدة فقط.
استحدثت الحكومة وزارة الموارد الطبيعية، وألغت وزارة الشؤون البرلمانية ومناصب وزراء الدولة، وحولت ثلاث وزارات إلى هيئات وسُلطات هي شؤون البيئة، وشؤون الأسرى، وشؤون المنظمات الأهلية، ودمجت وزارتي الإسكان والأشغال العامة مع بعضهما البعض، بالإضافة إلى وزارتي التربية والتعليم والتعليم العالي، ووزارتي السياحة وملف بيت لحم.
عُين سعدي الكرنز، وزياد أبو زياد، وطلال سدر مستشارين في رئاسة الوزراء.
| ت  | الاسم                               | صورة | الحقيبة الوزارية                                            | الحزب     | ملاحظات                                                                          |
| -- | ----------------------------------- | ---- | ----------------------------------------------------------- | --------- | -------------------------------------------------------------------------------- |
| 1  | ياسر عرفات                          |      | رئيس السلطة الوطنية الفلسطينية وزير الأوقاف والشؤون الدينية | حركة فتح  | رئيس اللجنة التنفيذية لمنظمة التحرير الفلسطينية من الحكومة السابقة               |
| 2  | نبيل علي رشيد شعث                   |      | وزير التخطيط والتعاون الدولي                                | حركة فتح  | عضو المجلس التشريعي الفلسطيني الأول عن دائرة خان يونس من الحكومة السابقة         |
| 3  | ماهر نشأت طاهر المصري               |      | وزير الاقتصاد والتجارة                                      | حركة فتح  | عضو المجلس التشريعي الفلسطيني الأول عن دائرة نابلس من الحكومة السابقة            |
| 4  | رياض ذيب سليم الزعنون               |      | وزير الصحة                                                  | حركة فتح  | عضو المجلس التشريعي الفلسطيني الأول عن دائرة غزة من الحكومة السابقة              |
| 5  | صائب محمد صالح عريقات               |      | وزير الحكم المحلي                                           | حركة فتح  | عضو المجلس التشريعي الفلسطيني الأول عن دائرة أريحا من الحكومة السابقة            |
| 6  | عزام نجيب مصطفى الأحمد              |      | وزير الأشغال العامة والإسكان                                | حركة فتح  | عضو المجلس التشريعي الفلسطيني الأول عن دائرة جنين من الحكومة السابقة             |
| 7  | انتصار مصطفى محمود الوزير           |      | وزيرة الشؤون الاجتماعية                                     | حركة فتح  | عضو المجلس التشريعي الفلسطيني الأول عن دائرة غزة من الحكومة السابقة              |
| 8  | رفيق شاكر درويش النتشة              |      | وزير الزراعة                                                | حركة فتح  | عضو المجلس التشريعي الفلسطيني الأول عن دائرة الخليل من الحكومة السابقة           |
| 9  | عبد الرحمن توفيق عبد الهادي حمد     |      | وزير الموارد الطبيعية                                       | حركة فتح  | عضو المجلس التشريعي الفلسطيني الأول عن دائرة شمال غزة من الحكومة السابقة         |
| 10 | عبد العزيز علي عبد العزيز شاهين     |      | وزير التموين                                                | حركة فتح  | عضو المجلس التشريعي الفلسطيني الأول عن دائرة رفح من الحكومة السابقة              |
| 11 | جميل يوسف مصلح الطريفي              |      | وزير الشؤون المدنية                                         | حركة فتح  | عضو المجلس التشريعي الفلسطيني الأول عن دائرة رام الله والبيرة من الحكومة السابقة |
| 12 | علي إبراهيم غزال القواسمي           |      | وزير الشباب والرياضة                                        | حركة فتح  | عضو المجلس التشريعي الفلسطيني الأول عن دائرة الخليل من الحكومة السابقة           |
| 13 | متري طناس جريس أبوعيطة              |      | وزير المواصلات                                              | حركة فتح  | عضو المجلس التشريعي الفلسطيني الأول عن دائرة بيت لحم من الحكومة السابقة          |
| 14 | عماد عبد الحميد عبد الهادي الفالوجي |      | وزير الاتصالات                                              | مستقل     | عضو المجلس التشريعي الفلسطيني الأول عن دائرة شمال غزة من الحكومة السابقة         |
| 15 | ياسر عبد ربه                        |      | وزير الثقافة والإعلام                                       | حزب فدا   | عضو اللجنة التنفيذية لمنظمة التحرير الفلسطينية من الحكومة السابقة                |
| 16 | غسان الخطيب                         |      | وزير العمل                                                  | حزب الشعب |                                                                                  |
| 17 | سلام فياض                           |      | وزير المالية                                                | مستقل     |                                                                                  |
| 18 | عبد الرزاق اليحيى                   |      | وزير الداخلية                                               | مستقل     |                                                                                  |
| 19 | نبيل قسيس                           |      | وزير السياحة وملف بيت لحم                                   | مستقل     | من الحكومة السابقة                                                               |
| 20 | نعيم أبو الحمص                      |      | وزير التربية والتعليم العالي                                | مستقل     |                                                                                  |
| 21 | إبراهيم الدغمة                      |      | وزير العدل                                                  | مستقل     |                                                                                  |
| 22 | أحمد عبد الرحمن                     |      | أمين عام مجلس الوزراء                                       | حركة فتح  | من الحكومة السابقة                                                               |

### الهيئات والسُلطات
تولى الوزراء السابقين مهام إدارة الوزرات الملغية والمُحولة إلى هيئات وسُلطات على النحو التالي:
| ت | الحقيبة الوزارية                       | الاسم           | صورة | ملاحظات |
| - | -------------------------------------- | --------------- | ---- | ------- |
| 1 | رئيس هيئة شؤون الأسرى والمحررين        | هشام عبد الرازق |      |         |
| 2 | رئيس هيئة شؤون المنظمات الأهلية        | حسن عصفور       |      |         |
| 3 | رئيس اللجنة الوطنية لمقاومة الاستيطان  | صلاح التعمري    |      |         |
| 4 | رئيس سلطة جودة البيئة                  | يوسف أبو صفية   |      |         |
| 5 | رئيس سلطة الأراضي                      | فريح أبو مدين   |      |         |
| 6 | رئيس المجلس الأعلى للعلوم والتكنولوجيا | منذر صلاح       |      |         |

## وصلات خارجية
- موقع مجلس الوزراء